# Matthew Bennett
Matthew Bennett (Toronto, 9 april 1968) is een Canadees acteur. Hij is gehuwd met actrice Brittaney Bennett.

## Carrière
Bennett verhuisde na zijn studies van Toronto naar Vancouver om een acteercarrière uit te bouwen. Hij had gastrollen in onder meer The X-Files, Stargate SG-1 en Andromeda. De eerste langdurige opdracht kwam er in 1999 toen hij een hoofdrol vertolkte in Total Recall 2070, maar de televisieserie werd na het eerste jaar opgedoekt. Van 2000 tot 2005 had hij een terugkerende rol in de Canadese politieserie Cold Squad. Vanaf 2003 vertolkte hij de rol van Cylon Aaron Doral in de sciencefictionserie Battlestar Galactica, de miniserie en in het vervolg Battlestar Galactica. Hij zette het personage eveneens neer in de vervolgfilm Battlestar Galactica: The Plan. In 2008 speelde hij de rol van Malcolm LeBlanc  in de tiendelige Canadese serie MVP en in 2009 had hij een gastrol in Flashpoint.

## Filmografie
- Library of Congress Control Number: no2002060885
- Virtual International Authority File: 61214873
- WorldCat: E39PBJwHhHpdw4CR6RhpyxvT73